# Assemblée du peuple (Abkhazie)
Pour les autres articles nationaux ou selon les autres juridictions, voir Assemblée du peuple.
7e législature
L'Assemblée du peuple (en abkhaze : жәлар реизара romanisé : Tseljap Reizara ; en russe : Народное Собрание romanisé : Narodnoje Sobranije) est le parlement monocaméral de l'Abkhazie, république autoproclamée indépendante à la reconnaissance limitée.
Les dernières élections ont eu lieu les 12 et 26 mars 2022. Lasha Ashuba est l'actuel président de l'assemblée. Il est élu le 12 avril 2022, succédant à Valery Kvarchia.

## Système électoral
L'Assemblée du peuple est composé de 35 sièges pourvus pour cinq ans au scrutin uninominal majoritaire à deux tours dans autant de circonscriptions.

## Liste des présidents
| Nom             | Début         | Fin           |
| --------------- | ------------- | ------------- |
| Sokrat Jinjolia | 1996          | 3 avril 2002  |
| Nugzar Ashuba   | 3 avril 2002  | 30 mars 2012  |
| Valeri Bganba   | 3 avril 2012  | 12 avril 2017 |
| Valery Kvarchia | 12 avril 2017 | 12 avril 2022 |
| Lasha Ashuba    | 12 avril 2022 | en cours      |